# Lista de consortes monegascas
Esta é uma lista de consortes monegascas; mulheres casadas com os Lordes de Mônaco e, mais tarde, os Príncipes Soberanos de Mônaco durante seus reinados.

## Consortes monegascas
| Nome                                                                       | Retrato | Nascimento                                                                               | Cônjuge                                       | Morte                           |
| -------------------------------------------------------------------------- | ------- | ---------------------------------------------------------------------------------------- | --------------------------------------------- | ------------------------------- |
| Hipólita Trivulzio 13 de fevereiro de 1616 – 20 de junho de 1638           |         | 1600 filha de Carlos Emanuel Teodoro Trivulzio e Catarina Gonzaga                        | Honorato II 13 de fevereiro de 1616 1 filho   | 20 de junho de 1638 37 anos     |
| Catarina Carlota de Gramont 10 de janeiro de 1662 – 4 de junho de 1678     |         | 1639 filha de Antônio III de Gramont e Francisca Margarida du Plessis                    | Luís I 30 de março de 1660 3 filhos           | 4 de junho de 1678 39 anos      |
| Maria da Lorena 1 de janeiro de 1701 – 30 de outubro de 1724               |         | 12 de agosto de 1674 filha de Luís da Lorena, Conde de Armagnac e Catarina de Neufville  | Antônio I 13 de junho de 1688 2 filhas        | 30 de outubro de 1724 50 anos   |
| Jaime Goyon de Matignon 20 de fevereiro – 29 de dezembro de 1731           |         | 21 de novembro de 1689 filho de Jaime III Goyon de Matignon e Carlota Goyon de Matignon  | Luísa Hipólita 20 de outubro de 1715 4 filhos | 23 de abril de 1751 61 anos     |
| Maria Catarina Brignole 5 de junho de 1757 – 1770                          |         | 7 de outubro de 1737 filha de José Brignole e Maria Ana Balbi                            | Honorato III 5 de junho de 1757 2 filhos      | 18 de março de 1813 75 anos     |
| Maria Caroline Gibert de Lametz 2 de outubro de 1841 – 20 de junho de 1856 |         | 18 de julho de 1793 filha de Carlos Tómas Gilbert e Maria Francisca Le Gras de Vaubercey | Florestan I 27 de novembro de 1816 2 filhos   | 25 de novembro de 1879 86 anos  |
| Antonieta de Mérode 20 de junho de 1856 – 10 de fevereiro de 1864          |         | 28 de setembro de 1828 filha de Werner de Mérode e Vitória de Spangen d'Uyternesse       | Carlos III 28 de setembro de 1846 1 filho     | 10 de fevereiro de 1864 35 anos |
| Alice Heine 30 de outubro de 1889 – 26 de junho de 1922                    |         | 10 de fevereiro de 1858 filha de Michel Heine e Amélie Marie Miltenberger                | Alberto I 30 de outubro de 1889 sem filhos    | 22 de dezembro de 1925 67 anos  |
| Gislaine Dommanget 24 de julho de 1946 – 9 de maio de 1949                 |         | 13 de outubro de 1900 filha de Robert Joseph Dommanget e Marie Louise Meunier            | Luís II 24 de julho de 1946 sem filhos        | 30 de abril 1991 90 anos        |
| Grace Kelly 18 de abril de 1956 – 14 de setembro de 1982                   |         | 12 de novembro de 1929 filha de John B. Kelly Sr. e Margaret Katherine Majer             | Rainier III 18 de abril de 1956 3 filhos      | 14 de setembro de 1982 52 anos  |
| Charlene Wittstock 1 de julho de 2011 – presente                           |         | 25 de janeiro de 1978 filha de Michael Kenneth Wittstock e Lynette Humberstone           | Alberto II 1 de julho de 2011 2 filhos        |                                 |

### Princesas-Hereditárias
Esposas de Príncipes-Hereditários de Mônaco que nunca tornaram-se Princesas de Mônaco;
- Maria Aurélia Spinola, esposa de Hércules, Marquês de Baux
- Luísa de Aumont, esposa de Honorato IV, divorciou-se em 1798
- Maria Vitória Douglas-Hamilton, primeira esposa de Alberto I, divorciou-se em 1880